# Амшит
Амшит (на арабски: عمشيت) е крайбрежен град в Ливан с мнозинство на маронитски християни, намиращ се на 40 км северно от Бейрут. В града има много стари църкви.

## Население
Населението на Амшит е около 25 000 души. По-голямата част от него изповядва маронитския клон на християнството. Шиитите имат малцинство в града.

## Забележителности
За посетители са отворени къщата на живелия през 19 век в града френски философ Ернест Ренан и гробът на неговата сестра, погребана в църквата „Света Мария“.
Църквата „Свети Георги“ е построена върхо древен храм и олтар с едновременни гръцки и арабски надписи. Близките църкви „Света София“ и „Свети Стефан“ са запазили своите стари украсени порти и стенописи. И двете са построени върху останките на древен римски храм.
Църквата „Свети Николай“ има средновековни стенописи.

## Туризъм
До града се намира единственият в Ливан организиран крайбрежен къмпинг.

## Известни личности
- Шарбел Руана – певец, композитор
- Марсел Халиф – певец, композитор
- Алин Лахуд – певица
- Мишел Сулейман – президент на Ливан
- Уасим Иса – певец
- Салуа Ал Катриб – певица